# Jean-Pierre-Paul Adam
Jean-Pierre-Paul Adam (Rouen, ? - Gagny, 17 juni 1824) was een Franse toneelspeler uit de late 18e en vroege 19e eeuw.
Adam werd geboren in Rouen en bevond zich in 1782 te Gent. Hij speelde er tragische en komische hoofdpersonages in de toneelgroep van een zekere Casimir. In 1784 werd hij samen met Casimir en Dorgeville medeleider van de groep. Het jaar daarop werden hij en verscheidene medetoneelspelers van Gent aangenomen in Brussel, waar hij van 1791 tot 1793 samen met Herman Bultos de leiding van de Koninklijke Muntschouwburg in handen had. Adam bleef tijdens dit directeurschap actief als acteur. Tijdens de chaos van de Brabantse Omwenteling (1787-1790) vluchtten Adam en zijn vrouw naar Den Haag, waar zij (net zoals Bultos) doorreisden naar Hamburg. Later keerde Adam terug naar Frankrijk, waar hij in 1810 aan de slag ging aan het Théâtre de la Gaîté en van 1811 tot 1816 op de planken van het Théâtre de l'Ambigu-Comique stond. 